# Suy Fatem
 (décembre 2020).
Si vous disposez d'ouvrages ou d'articles de référence ou si vous connaissez des sites web de qualité traitant du thème abordé ici, merci de compléter l'article en donnant les références utiles à sa vérifiabilité et en les liant à la section « Notes et références ».
Suy Tina Marie Danielle Fatem, née le 2 août 1998 à Abidjan, est une reine de beauté ivoirienne gagnante de Miss Côte d'Ivoire 2018. Elle est la première candidate à défiler avec des cheveux courts.

## Biographie
Suy Fatem naît le 2 août 1998 à Abidjan. Étudiante en communication, elle est la première miss Ivoirienne à défiler en cheveux courts et la première à être élue en faisant la taille minimum pour le concours : 1 m 68,.
En 2018, Suy Fatem ouvre deux boutiques de vêtements.

## Pourquoi avoir voulu devenir Miss Côte d’Ivoire?
Devenir Miss Cote d’Ivoire était une ambition nourrie au fil du temps grâce a mon entourage qui m’a beaucoup boostée. Mais ce n’était pas un rêve d’enfant, contrairement à mes concurrentes. Mes parents m’ont toujours soutenue et encouragée, mais en me disant tout le temps de m’amuser. Je voulais que ma famille soit fière, en voyant que malgré mon jeune âge je pouvais être sage et responsable… c’est pour ca que j’ai candidaté à Miss CI.